# Эйприл О’Нил (порноактриса)
Эйприл О’Нил (англ. April O'Neil; род. 7 апреля 1987, Финикс, Аризона, США) — американская модель и порноактриса.

## Биография
Родилась 7 апреля 1987 года в Финиксе, столице штата Аризона. Имеет мексиканские, немецкие, русские и еврейские корни. Вскоре после окончания средней школы переехала в Нью-Джерси, затем ненадолго вернулась в Финикс, а оттуда — в Лос-Анджелес, где работала администратором в течение шести месяцев. В этот период начинает интересоваться порноиндустрией после того, как в 2008 году встретилась на вечеринке с актрисой Кайли Риз (Kylee Reese).
Сценический псевдоним взят в честь Эйприл О’Нил, героини мультсериала «Черепашки-ниндзя». Признаёт себя бисексуалкой. Снялась вместе с 15 другими порноактрисами в документальном фильме 2013 года «Откровения лучших порномоделей» (Aroused).
В 2017 году стала девушкой года порносайта Girlsway.
Снялась более чем в 310 фильмах.

## Премии и номинации
| Год  | Награда           | Результат | Номинация                                                              | Работа                                                |
| ---- | ----------------- | --------- | ---------------------------------------------------------------------- | ----------------------------------------------------- |
| 2011 | XBIZ Award        | Номинация | Новая старлетка года                                                   | н/д                                                   |
| 2012 | AVN Awards        | Номинация | Лучшая сцена секса парень/девушка (с Джеймсом Дином)                   | Legs Up Hose Down                                     |
| 2012 | AVN Awards        | Номинация | Лучшая сцена стриптиза                                                 | Legs Up Hose Down                                     |
| 2013 | AVN Award         | Номинация | Лучшая сцена группового лесбийского секса (с Эш Голливуд и Эмбер Рэйн) | Buffy the Vampire Slayer XXX                          |
| 2013 | AVN Award         | Победа    | Королева Твиттера (Награда фанатов)                                    | н/д                                                   |
| 2013 | XBIZ Award        | Номинация | Лучшая актриса второго плана                                           | The Godfather XXX                                     |
| 2013 | XBIZ Award        | Номинация | Лучшая сцена — пародия (с Томми Пистолем)                              | The Godfather XXX                                     |
| 2013 | XBIZ Award        | Номинация | Лучшая сцена — лесби (c Эш Голливуд и Эмбер Рэйн)                      | Buffy the Vampire Slayer XXX                          |
| 2014 | AVN               | Номинация | Лучшая сцена триолизма (Ж/Ж/М) (c Дэни Дэниелс и Эриком Эверхардом)    | Chance Encounters                                     |
| 2014 | XBIZ              | Номинация | Лучшая сцена — парная сцена (c Дэни Дэниелс и Эриком Эверхардом)       | Chance Encounters                                     |
| 2014 | XBIZ              | Победа    | Лучшая исполнительница в лесбийском порно                              | н/д                                                   |
| 2015 | AVN Awards        | Номинация | Приз зрительских симпатий: лучшая грудь                                | н/д                                                   |
| 2017 | AVN Awards        | Номинация | Лучшая актриса второго плана                                           | Ten Inch Mutant Ninja Turtles and Other Porn Parodies |
| 2017 | XBIZ Award        | Номинация | Лучшая сексуальная сцена в пародийном фильме                           | Ten Inch Mutant Ninja Turtles and Other Porn Parodies |
| 2018 | AVN Awards        | Номинация | Приз зрительских симпатий: лучшая грудь                                | н/д                                                   |
| 2018 | Spank Bank Awards | Номинация | Баронесса лижет леди задницу                                           | н/д                                                   |
| 2018 | Spank Bank Awards | Номинация | Забавный размер                                                        | н/д                                                   |
| 2018 | Spank Bank Awards | Номинация | Самый талантливый язык                                                 | н/д                                                   |